# Kriegerdenkmal Aach (bei Trier)

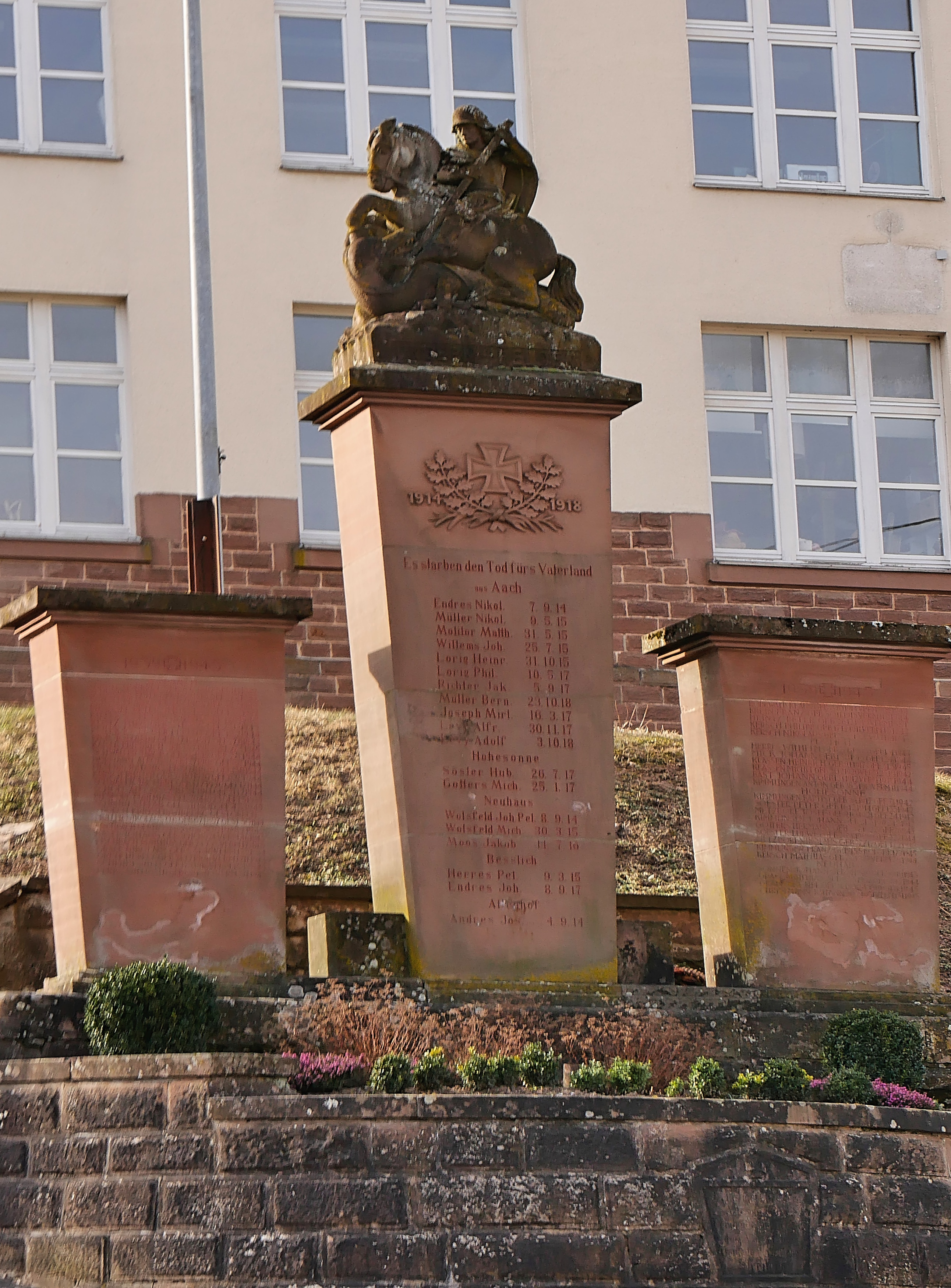
Kriegerdenkmal in Aach

Das Kriegerdenkmal in Aach, einer Ortsgemeinde im Landkreis Trier-Saarburg in Rheinland-Pfalz, wurde in den 1920er Jahren errichtet und nach 1945 erweitert. Das Kriegerdenkmal an der Neweler Straße, zur Erinnerung an die im Ersten und Zweiten Weltkrieg Gefallenen der Gemeinde, ist ein geschütztes Kulturdenkmal.
In der Mitte steht ein sich nach unten verjüngender Rotsandsteinpfeiler, der von einer Skulptur des heiligen Georg als Drachentöter bekrönt wird. Rechts und links davon stehen zwei Stelen mit den Namen der im Zweiten Weltkrieg Gefallenen der Gemeinde.
Im Sandsteinbildwerk des Stahlhelm tragenden heiligen Georg steht folgende Inschrift: „PREIS UND EHRE DEM ALLERHÖCHSTEN. FREIHEIT, FRIEDEN, GLÜCK DEM VATERLAND. DANK DEN GEFALLENEN STREITERN“.